# Галицькі каштеляни
Галицький каштелян — посадовець (урядник) у Галичі часів Королівства Польського (1385—1569), Речі Посполитої (до першого поділу Польщі), якого призначав король або князь для управління «гродом» (замком) та навколишньою місцевістю.
Дружина галицького каштеляна називалась каштеляновою, син — каштеляничем, донька — каштелянкою.

## Особи
- Ян Белжецький
- Ян Белжецький
- Юзеф Бєльський
- Юзеф Браніцький
- Міхал (Михайло) Бучацький гербу Абданк
- Якуб Бучацький
- Ян Влодкович (Княгиницький) гербу Сулима
- Станіслав Волуцький
- Станіслав Ворцелль
- Миколай Гербурт
- Миколай з Гологорів гербу Дембно — львівський підкоморій
- Войцех Гумецький
- Станіслав Ґольський
- Ян Ґольський
- Анджей Ґурський із Залісся
- Станіслав Жолкевський
- Себастьян Журавінський
- Стефан Замойський
- Ян Казимир Замойський
- Адам Геронім Казановський, загинув під Берестечком у 1651
- Мартин Казановський
- Томаш Карчевський — фундатор монастиря тринітаріїв у Берестечку[1]
- Ян Влодкович (Княгиницький)
- Павел Кола
- Ян Кола
- Ян Кола
- Маврицій Станіслав Курдвановський
- Миколай Міхал Курдвановський
- Антоній Ліпінський[2]
- Станіслав Лянцкоронський — галицький каштелян
- Станіслав Лянцкоронський — польний гетьман коронний
- Станіслав Лянцкоронський — подільський воєвода
- Ян Бонк Лянцкоронський
- NN Маковецький (1650)
- Якуб Претвич
- Антоній Розвадовський
- Христофор (Кшиштоф) Свірзький[3]
- Ян Сененський — латинський архієпископ
- Ян Сененський — сяноцький підкоморій
- Владислав Скарбек
- Кшиштоф Скарбек
- Адам Станіславський
- Єжи Струсь
- Анджей Фредро
- Станіслав з Ходча
- Александер Цетнер[4]